# Lam Sơn, Vĩnh Châu
Lam Sơn (chữ Hán giản thể: 蓝山县, Hán Việt: Lam Sơn huyện) là một huyện thuộc địa cấp thị Vĩnh Châu, tỉnh Hồ Nam, Cộng hòa Nhân dân Trung Hoa. Huyện này có diện tích 1806 km2, dân số năm 2004 là 351.400 người. Huyện lỵ đóng ở trấn Tháp Phong.

## Hành chính
Huyện này được chia ra thành các đơn vị hành chính gồm 6 trấn, 3 hương và 6 hương dân tộc Dao.
- Trấn: Tháp Phong, Trúc Quản, Mao Tuấn, Nam Thị, Tân Vu và Sở Thành.
- Hương: Từ Đường Vu, Thổ Thị và Thái Bình
- Hương dân tộc Dao: Đại Kiều, Kinh Trúc, Tử Lương, Hối Nguyên, Tương Động, Lê Đầu